# Nikolaj Vladimirovič Toman
Nikolaj Vladimirovič Toman (rusky Николай Владимирович Томан; 27. listopadujul./ 10. prosince 1911greg., Orel – 6. srpna 1974, Moskva) byl ruský sovětský spisovatel.

## Život
Narodil se roku 1911 ve městě Orel v rodině řemeslníka Anisimova. Jméno Toman přijal později podle svého adoptivního otce. Roku 1929 absolvoval železniční učiliště. Pracoval jako technik a později jako strojní inženýr v železničním depu v Moskvě. V letech 1937–1938 vystudoval literaturu a pak působil jako novinář. Aktivně se účastnil sovětsko-finské i Velké vlastenecké války. Po válce žil v Moskvě, kde také roku 1974 zemřel a je zde na Vvedenském hřbitově pochován.
Literárně činný byl od roku 1928, svou první knihu, Машинист Громов (Strojvůdce Gromov), vydal roku 1933. Je autorem mnoha detektivních a vědeckofantastických románů i povídek. Byl členem Svazu sovětských spisovatelů a působil v redakční radě almanachu Мир приключений (Svět dobrodružství).

## Dílo
- Машинист Громов (1933, Strojvůdce Gromov).
- Мимикрин доктора Ильичёва (1939, Mimikry doktora Iličova), vědeckofantastická povídka (neviditelnost pomáhá zničit novou německou zbraň).
- Чудесный гибрид (1939, Podivný hybrid), vědeckofantastická povídka.
- Что происходит в тишине (1946, Co se děje v tichu), česky též jako Skrytá válka, příběh o práci sovětských průzkumníků za Velké vlastenecké války.
- Взрыв произойдёт сегодня (1948, K výbuchu dojde dnes), příběh o pátrání po časované mině, uložené fašisty pod hráz hydroelektrárny.
- Секрет „королевского тигра“ (1948, Tajemství „královského tygra“), dobrodružný válečný příběh.
- Исчезновение Дмитрия Астрова (1949, Zmizení Dmitrije Astrova), vědeckofantastická povídka.
- По светлому следу (1949, Světlou stopou, příběh o záhadném zmizení jednoho z hlavních vědeckých pracovníků výzkumné stanice v Ázerbájdžánu.
- Когда утихла буря (1950, Když skončila bouře), dobrodružný příběh.
- Просчёт мистера Бергоффа (1950, Výpočet pana Bergoffa) — vědeckofantastický příběh o snaze amerického špióna zničit sovětskou úrodu.
- На прифронтовой станции (1952, Na železnici v týlu), příběh o tom, jak bdělost strojvůdců, topičů a všech zaměstnanců dílen a tratí pomohla odhalit nacistickou špionážní skupinu.
- Разведчики (1952, Rozvědčíci), souborné vydání příběhů На прифронтовой станции, Что происходит в тишине, Взрыв произойдет сегодня a Секрет „королевского тигра“.
- Сквозь ураган (1953, Skrze bouři), román.
- Загадка чертежей инженера Гурова (1955), česky jako Plány inženýra Gurova, špionážní příběh z druhé světové války.
- В погоне за Призраком (1955, Honba za Přízrakem), špionážní povídka o odhalení specialisty západních agentur pro Blízký východ příslušníky sovětské kontrarozvědky.
- Вынужденная посадка (1955, Nouzové přistání), sbírka povídek.
- История одной сенсации (1956, Historie jedené senzace), vědeckofantastický příběh.
- Накануне катастрофы (1957, V předvečer katastrofy), vědeckofantastický příběh.
- Пленники „Большого Джо“ (1958, Zajatci „Velkého Joea“), vědeckofantastický příběh.
- Девушка с планеты Эффа (1960, Dívka z planety Effa), vědeckofantastický příběh.
- Говорит космос(1961, Hovoří vesmír), vědeckofantastický příběh.
- Made in … (1962), vědeckofantastický příběh o odhalení kybernetického špiona.
- По светлому следу (1962, Světlou stopou), sbírka povídek.
- Именем закона (1962, Jménem zákona), sbírka povídek.
- В созвездии Трапеции (1964, V souhvězdí Lichoběžníku), vědeckofantastický příběh.
- Клиническая смерть профессора Холмского (1965, Klinická smrt profesora Cholmského), vědeckofantastický příběh.
- Прыжок через невозможное (1965, Skok přes nemožné), sbírka povídek.
- Неизвестная земля (1966, Neznámá země), vědeckofantastický příběh.
- Операция „Безумие“ (1966, Operace „Šílenství“), vědeckofantastický příběh.
- Преступление магистра Травицкого (1968, Zločin magistra Travického), sbírka povídek.
- Робот „Чарли“ грабит банк (1973, Robot Charlie lupičem), vědeckofantastický příběh.
- Воскрешение из мертвых (1974, Vzkříšení z mrtvých), sbírka povídek.
- Подступы к «Неприступному (1976, Přístup k „Nepřístupnému“), sbírka povídek, posmrtně.

## Česká vydání
- Skrytá válka, Naše vojsko, Praha 1953, přeložila Hana Volfová.
- Na železnici v týlu, Naše vojsko, Praha 1953, přeložil Otakar Mohyla.
- K výbuchu dojde dnes; Světlou stopou, Naše vojsko, Praha 1954, přeložila Hana Vlachová a Helena Váňová.
- Honba za Přízrakem, SNDK, Praha 1960, přeložil Jiří Moravec.
- Co se děje v tichu, Svět sovětů, Praha 1966, přeložila Dobroslava Buriánková, obsahuje ještě Plány inženýra Gurova.